# Serie A (Italia) 2014-15
La Serie A 2014/15 fue la octogésima tercera edición de la máxima competición futbolística de Italia, desde su creación en 1929. La Juventus es el campeón defensor del título, tras proclamarse campeón en la jornada 36 al vencer por 1–0 al Atalanta, adjudicándose así el scudetto por cuarta temporada consecutiva. La Juventus estableció numerosos récords en la temporada anterior, entre ellos, el ser el segundo equipo con más puntos obtenidos, 102, entre todas las ligas del continente europeo, cifra sólo superada por la campaña del Celtic FC de Escocia en la temporada 2001/02. Los tres campeonatos se los adjudicó en una liga competitiva y dura (4.ª mejor del ranking europeo).
Un total de veinte equipos disputan la liga: diecisiete que mantuvieron la categoría en la temporada pasada y tres ascendidos de la Serie B 2013/14. La temporada inició el 30 de agosto con la derrota por 0-1 del Chievo Verona ante el campeón Juventus.

## Equipos participantes

### Ascensos y descensos
| Pos | Descendidos de la Serie A |
| --- | ------------------------- |
| 18º | Cagliari                  |
| 19º | Cesena                    |
| 20º | Parma                     |

| Pos   | Ascendidos de la Serie B |
| ----- | ------------------------ |
| 1º    | Palermo                  |
| 2º    | Empoli                   |
| Prom. | Cesena                   |

### Datos de los equipos
| Equipo                                    | Ciudad    | Entrenador           | Estadio                             | Aforo  | Marca       | Patrocinador                          |
| ----------------------------------------- | --------- | -------------------- | ----------------------------------- | ------ | ----------- | ------------------------------------- |
| Atalanta                                  | Bérgamo   | Edoardo Reja         | Atleti Azzurri d'Italia             | 26 542 | Nike        | Suisse Gas, Konica Minolta            |
| Cagliari                                  | Cagliari  | Gianluca Festa       | Stadio Sant'Elia                    | 11 650 | Kappa       | Sardegna, Tiscali                     |
| Cesena                                    | Cesena    | Domenico Di Carlo    | Dino Manuzzi                        | 23 900 | Lotto       | Aldini Costruzioni                    |
| Chievo Verona                             | Verona    | Rolando Maran        | Marcantonio Bentegodi               | 38 402 | Givova      | Banca Popolare di Verona, Paluani     |
| Empoli                                    | Empoli    | Maurizio Sarri       | Carlo Castellani                    | 16 800 | Royal       | NGM Mobile, Computer Gross            |
| Fiorentina                                | Florencia | Vincenzo Montella    | Artemio Franchi                     | 47 282 | Joma        | Volkswagen                            |
| Genoa                                     | Génova    | Gian Piero Gasperini | Luigi Ferraris                      | 36 685 | Lotto       | Izi Play                              |
| Hellas Verona                             | Verona    | Andrea Mandorlini    | Marcantonio Bentegodi               | 38 402 | Nike        | Leaderform, agsm, Franklin & Marshall |
| Internazionale                            | Milán     | Roberto Mancini      | Giuseppe Meazza                     | 80 018 | Nike        | Pirelli                               |
| Juventus                                  | Turín     | Massimiliano Allegri | Juventus Stadium                    | 41 000 | Nike        | Jeep                                  |
| Lazio                                     | Roma      | Stefano Pioli        | Olímpico de Roma                    | 72 698 | Macron      |                                       |
| Milan                                     | Milán     | Filippo Inzaghi      | Giuseppe Meazza                     | 80 018 | Adidas      | Emirates                              |
| Napoli                                    | Nápoles   | Rafa Benítez         | San Paolo                           | 60 240 | Macron      | Lete, Pasta Garofalo                  |
| Palermo                                   | Palermo   | Giuseppe Iachini     | Renzo Barbera                       | 36 349 | Joma        | Palermocalcio.it                      |
| Parma                                     | Parma     | Roberto Donadoni     | Ennio Tardini                       | 27 906 | Erreà       | Folleto, Navigare                     |
| Roma                                      | Roma      | Rudi García          | Olímpico de Roma                    | 72 698 | Nike        |                                       |
| Sampdoria                                 | Génova    | Siniša Mihajlović    | Luigi Ferraris                      | 36 685 | Kappa       | Varios                                |
| Sassuolo                                  | Sassuolo  | Eusebio Di Francesco | MAPEI Stadium - Città del Tricolore | 20 084 | Sportika    | Mapei                                 |
| Torino                                    | Turín     | Giampiero Ventura    | Olímpico de Turín                   | 27 994 | Kappa       | Suzuki, Salami Beretta                |
| Udinese                                   | Údine     | Andrea Stramaccioni  | Friuli                              | 30 642 | HS Football | Dacia                                 |
| Datos actualizados al 22 de abril de 2015 |           |                      |                                     |        |             |                                       |

### Cambios de entrenadores
| Equipo         | Entrenador (jornadas)                                                     |
| -------------- | ------------------------------------------------------------------------- |
| Chievo Verona  | Eugenio Corini (1-7) Rolando Maran (8-38)                                 |
| Inter de Milán | Walter Mazzarri (1-11) Roberto Mancini (12-38)                            |
| Cesena         | Pierpaolo Bisoli (1-14) Domenico Di Carlo (15-38)                         |
| Cagliari       | Zdeněk Zeman (1-16, 27-31) Gianfranco Zola (17-26) Gianluca Festa (32-38) |
| Atalanta       | Stefano Colantuono (1-25) Edoardo Reja (26-38)                            |

### Equipos porregión
| Región               | N.º | Equipos                             |
| -------------------- | --- | ----------------------------------- |
| Lombardía            | 3   | Atalanta, Inter de Milán y AC Milan |
| Emilia-Romaña        | 3   | Parma, Sassuolo y Cesena            |
| Lacio                | 2   | Lazio y Roma                        |
| Piamonte             | 2   | Juventus y Torino                   |
| Liguria              | 2   | Genoa y Sampdoria                   |
| Toscana              | 2   | Fiorentina y Empoli                 |
| Véneto               | 2   | Hellas Verona y Chievo Verona       |
| Campania             | 1   | Napoli                              |
| Friuli-Venecia Julia | 1   | Udinese                             |
| Cerdeña              | 1   | Cagliari                            |
| Sicilia              | 1   | Palermo                             |

## Clasificación
| Pos. | Equipo         | Pts. | PJ | G  | E  | P  | GF | GC | Dif. | Clasificación o descenso               |
| ---- | -------------- | ---- | -- | -- | -- | -- | -- | -- | ---- | -------------------------------------- |
| 1    | Juventus (C)   | 87   | 38 | 26 | 9  | 3  | 72 | 24 | +48  | Fase de grupos de la Liga de Campeones |
| 2    | Roma           | 70   | 38 | 19 | 13 | 6  | 54 | 31 | +23  | Fase de grupos de la Liga de Campeones |
| 3    | Lazio          | 69   | 38 | 21 | 6  | 11 | 71 | 38 | +33  | Play-offs de la Liga de Campeones      |
| 4    | Fiorentina     | 64   | 38 | 18 | 10 | 10 | 61 | 46 | +15  | Fase de grupos de la Liga Europa       |
| 5    | Napoli         | 63   | 38 | 18 | 9  | 11 | 70 | 54 | +16  | Fase de grupos de la Liga Europa       |
| 6    | Genoa          | 59   | 38 | 16 | 11 | 11 | 62 | 47 | +15  |                                        |
| 7    | Sampdoria      | 56   | 38 | 13 | 17 | 8  | 48 | 42 | +6   | Tercera ronda previa de la Liga Europa |
| 8    | Inter de Milán | 55   | 38 | 14 | 13 | 11 | 59 | 48 | +11  |                                        |
| 9    | Torino         | 54   | 38 | 14 | 12 | 12 | 48 | 45 | +3   |                                        |
| 10   | Milan          | 52   | 38 | 13 | 13 | 12 | 56 | 50 | +6   |                                        |
| 11   | Palermo        | 49   | 38 | 12 | 13 | 13 | 53 | 55 | −2   |                                        |
| 12   | Sassuolo       | 49   | 38 | 12 | 13 | 13 | 49 | 57 | −8   |                                        |
| 13   | Hellas Verona  | 46   | 38 | 11 | 13 | 14 | 49 | 65 | −16  |                                        |
| 14   | Chievo Verona  | 43   | 38 | 10 | 13 | 15 | 28 | 41 | −13  |                                        |
| 15   | Empoli         | 42   | 38 | 8  | 18 | 12 | 46 | 52 | −6   |                                        |
| 16   | Udinese        | 41   | 38 | 10 | 11 | 17 | 43 | 56 | −13  |                                        |
| 17   | Atalanta       | 37   | 38 | 7  | 16 | 15 | 38 | 57 | −19  |                                        |
| 18   | Cagliari (D)   | 34   | 38 | 8  | 10 | 20 | 48 | 60 | −12  | Descenso de categoría                  |
| 19   | Cesena (D)     | 24   | 38 | 4  | 12 | 22 | 36 | 73 | −37  | Descenso de categoría                  |
| 20   | Parma (D, E)   | 19   | 38 | 6  | 8  | 24 | 33 | 75 | −42  | Excluído                               |

 Fuente: [cita requerida]
Notas:
1. 1 2  Genoa había clasificado a la tercera ronda previa de la Liga Europa 2015-16, pero debido a que no pudieron conseguir la licencia de la UEFA, el equipo perdió el cupo y se le fue otorgado al siguiente clasificado quién fue la Sampdoria, que si contaba con licencia de la UEFA.
2. ↑  El equipo al final de la temporada fue declarado en bancarrota y quedó excluído de la Serie B.
3. ↑  Parma fue sancionado con una reducción de 7 puntos por impago de impuestos, de sueldos y por irregularidades administrativas.

### Evolución de las posiciones
| Equipo / Jornada | 1  | 2  | 3  | 4  | 5  | 6  | 7  | 8  | 9  | 10 | 11 | 12 | 13 | 14 | 15 | 16 | 17 | 18 | 19 | 20 | 21 | 22 | 23 | 24 | 25 | 26 | 27 | 28 | 29 | 301 | 31 | 32 | 33 | 34 | 35 | 36 | 37 | 38 |
| Equipo / Jornada |    |    |    |    |    |    |    |    |    |    |    |    |    |    |    |    |    |    |    |    |    |    |    |    |    |    |    |    |    |     |    |    |    |    |    |    |    |    |
| ---------------- | -- | -- | -- | -- | -- | -- | -- | -- | -- | -- | -- | -- | -- | -- | -- | -- | -- | -- | -- | -- | -- | -- | -- | -- | -- | -- | -- | -- | -- | --- | -- | -- | -- | -- | -- | -- | -- | -- |
| Juventus         | 5  | 2  | 2  | 1  | 1  | 1  | 1  | 1  | 1  | 1  | 1  | 1  | 1  | 1  | 1  | 1  | 1  | 1  | 1  | 1  | 1  | 1  | 1  | 1  | 1  | 1  | 1  | 1  | 1  | 1   | 1  | 1  | 1  | 1  | 1  | 1  | 1  | 1  |
| Roma             | 2  | 3  | 1  | 2  | 2  | 2  | 2  | 2  | 2  | 2  | 2  | 2  | 2  | 2  | 2  | 2  | 2  | 2  | 2  | 2  | 2  | 2  | 2  | 2  | 2  | 2  | 2  | 2  | 2  | 3   | 3  | 3  | 3  | 2  | 2  | 2  | 2  | 2  |
| Lazio            | 18 | 8  | 12 | 15 | 9  | 8  | 6  | 5  | 3  | 3  | 5  | 6  | 7  | 6  | 3  | 3  | 3  | 3  | 5  | 4  | 4  | 6  | 5  | 4  | 4  | 3  | 3  | 3  | 3  | 2   | 2  | 2  | 2  | 3  | 3  | 3  | 3  | 3  |
| Fiorentina       | 20 | 16 | 10 | 9  | 10 | 9  | 11 | 11 | 10 | 10 | 11 | 10 | 8  | 9  | 8  | 8  | 9  | 6  | 6  | 6  | 6  | 4  | 4  | 5  | 5  | 5  | 5  | 6  | 4  | 5   | 6  | 6  | 7  | 5  | 5  | 5  | 5  | 4  |
| Napoli           | 4  | 9  | 13 | 10 | 8  | 7  | 7  | 7  | 7  | 5  | 3  | 3  | 3  | 5  | 7  | 4  | 4  | 4  | 3  | 3  | 3  | 3  | 3  | 3  | 3  | 4  | 4  | 5  | 6  | 4   | 4  | 4  | 4  | 4  | 4  | 4  | 4  | 5  |
| Genoa3           | 15 | 15 | 9  | 8  | 11 | 11 | 10 | 9  | 9  | 6  | 6  | 5  | 4  | 3  | 5  | 6  | 5  | 7  | 7  | 7  | 9  | 7  | 6  | 6  | 7  | 7  | 8  | 10 | 10 | 7   | 7  | 7  | 6  | 7  | 7  | 6  | 6  | 6  |
| Sampdoria        | 8  | 5  | 7  | 5  | 4  | 3  | 3  | 4  | 5  | 4  | 4  | 4  | 5  | 4  | 4  | 5  | 6  | 5  | 4  | 5  | 5  | 5  | 7  | 7  | 6  | 6  | 6  | 4  | 5  | 6   | 5  | 5  | 5  | 6  | 6  | 7  | 7  | 7  |
| Inter            | 13 | 4  | 6  | 4  | 5  | 10 | 9  | 8  | 8  | 9  | 9  | 9  | 11 | 12 | 11 | 11 | 11 | 9  | 9  | 10 | 13 | 10 | 9  | 8  | 9  | 8  | 7  | 9  | 9  | 10  | 10 | 9  | 8  | 8  | 8  | 8  | 8  | 8  |
| Torino           | 14 | 17 | 20 | 12 | 12 | 14 | 12 | 13 | 12 | 12 | 13 | 15 | 15 | 17 | 15 | 14 | 14 | 14 | 13 | 13 | 10 | 8  | 10 | 10 | 8  | 9  | 9  | 7  | 7  | 8   | 8  | 8  | 9  | 9  | 9  | 9  | 9  | 9  |
| Milan            | 1  | 1  | 4  | 7  | 6  | 5  | 4  | 6  | 4  | 7  | 7  | 7  | 6  | 7  | 6  | 7  | 7  | 8  | 8  | 11 | 8  | 11 | 11 | 9  | 10 | 10 | 10 | 8  | 8  | 9   | 9  | 10 | 10 | 10 | 10 | 10 | 10 | 10 |
| Palermo          | 9  | 13 | 16 | 14 | 19 | 19 | 16 | 18 | 15 | 13 | 12 | 13 | 12 | 11 | 10 | 10 | 8  | 10 | 10 | 8  | 7  | 9  | 8  | 11 | 11 | 11 | 11 | 11 | 11 | 11  | 11 | 11 | 11 | 11 | 11 | 11 | 11 | 11 |
| Sassuolo         | 10 | 18 | 17 | 18 | 20 | 20 | 19 | 15 | 13 | 14 | 14 | 11 | 10 | 10 | 12 | 12 | 10 | 11 | 11 | 12 | 11 | 12 | 12 | 12 | 12 | 14 | 13 | 14 | 12 | 12  | 12 | 15 | 16 | 16 | 16 | 13 | 12 | 12 |
| Hellas Verona    | 12 | 7  | 3  | 6  | 7  | 6  | 8  | 10 | 11 | 11 | 10 | 12 | 14 | 15 | 13 | 15 | 15 | 13 | 14 | 14 | 14 | 14 | 16 | 15 | 15 | 15 | 14 | 16 | 15 | 16  | 14 | 12 | 13 | 15 | 15 | 12 | 13 | 13 |
| Chievo Verona    | 17 | 11 | 15 | 17 | 15 | 16 | 18 | 19 | 19 | 20 | 18 | 18 | 18 | 16 | 17 | 16 | 16 | 16 | 17 | 18 | 18 | 17 | 15 | 16 | 16 | 16 | 16 | 15 | 16 | 13  | 13 | 14 | 12 | 14 | 12 | 14 | 14 | 14 |
| Empoli           | 19 | 20 | 19 | 19 | 17 | 12 | 13 | 14 | 17 | 17 | 16 | 14 | 13 | 13 | 14 | 13 | 13 | 15 | 16 | 16 | 16 | 15 | 14 | 14 | 13 | 13 | 15 | 12 | 14 | 15  | 16 | 16 | 14 | 12 | 13 | 15 | 15 | 15 |
| Udinese2         | 3  | 10 | 5  | 3  | 3  | 4  | 5  | 3  | 6  | 8  | 8  | 8  | 9  | 8  | 9  | 9  | 12 | 12 | 12 | 9  | 12 | 13 | 13 | 13 | 14 | 12 | 12 | 13 | 13 | 14  | 15 | 13 | 15 | 13 | 14 | 16 | 16 | 16 |
| Atalanta         | 11 | 6  | 8  | 11 | 16 | 17 | 14 | 16 | 16 | 16 | 17 | 17 | 17 | 14 | 16 | 17 | 17 | 17 | 15 | 15 | 15 | 16 | 17 | 17 | 17 | 17 | 17 | 17 | 17 | 17  | 17 | 17 | 17 | 17 | 17 | 17 | 17 | 17 |
| Cagliari         | 7  | 14 | 18 | 20 | 14 | 15 | 17 | 12 | 14 | 15 | 15 | 16 | 16 | 18 | 18 | 18 | 18 | 18 | 18 | 17 | 17 | 18 | 18 | 18 | 18 | 18 | 18 | 18 | 19 | 19  | 19 | 18 | 18 | 18 | 18 | 18 | 18 | 18 |
| Cesena           | 6  | 12 | 11 | 13 | 13 | 13 | 15 | 17 | 18 | 18 | 19 | 19 | 19 | 19 | 19 | 19 | 20 | 20 | 19 | 19 | 19 | 19 | 19 | 19 | 19 | 19 | 19 | 19 | 18 | 18  | 18 | 19 | 19 | 19 | 19 | 19 | 19 | 19 |
| Parma2 3         | 16 | 19 | 14 | 16 | 18 | 18 | 20 | 20 | 20 | 19 | 20 | 20 | 20 | 20 | 20 | 20 | 19 | 19 | 20 | 20 | 20 | 20 | 20 | 20 | 20 | 20 | 20 | 20 | 20 | 20  | 20 | 20 | 20 | 20 | 20 | 20 | 20 | 20 |

Notas:
- 1 Desde la "(Fecha 30)" luego de conocerse los finalistas a la Copa Italia 2014-15 (Juventus y Lazio), el lugar que otorga dicho torneo en la Liga Europea 2015-16 pasa al 5.º clasificado, y del 5.º al 6.º
- 2 Posiciones de Parma y Udinese de la fecha 24 hasta la 29 con un partido pendiente por la suspensión del encuentro entre ambos en la jornada 24.
- 3 Posiciones de Genoa y Parma de la fecha 25 hasta la 30 con un partido pendiente por la suspensión del encuentro entre ambos en la jornada 25.

## Resultados

### Tabla de resultados cruzados
| L\V        | ATA | CAG | CES | CHV | EMP | FIO | GEN | HEL | INT | JUV | LAZ | MIL | NAP | PAL | PAR | ROM | SAM | SAS | TOR | UDI |
| ---------- | --- | --- | --- | --- | --- | --- | --- | --- | --- | --- | --- | --- | --- | --- | --- | --- | --- | --- | --- | --- |
| Atalanta   | —   | 2–1 | 3–2 | 1–1 | 2–2 | 0–1 | 1–4 | 0–0 | 1–4 | 0–3 | 1–1 | 1–3 | 1–1 | 3–3 | 1–0 | 1–2 | 1–2 | 2–1 | 1–2 | 0–0 |
| Cagliari   | 1–2 | —   | 2–1 | 0–2 | 1–1 | 0–4 | 1–1 | 1–2 | 1–2 | 1–3 | 1–3 | 1–1 | 0–3 | 0–1 | 4–0 | 1–2 | 2–2 | 2–1 | 1–2 | 4–3 |
| Cesena     | 2–2 | 0–1 | —   | 0–1 | 2–2 | 1–4 | 0–3 | 1–1 | 0–1 | 2–2 | 2–1 | 1–1 | 1–4 | 0–0 | 1–0 | 0–1 | 1–1 | 2–3 | 2–3 | 1–0 |
| Chievo     | 1–1 | 1–0 | 2–1 | —   | 1–1 | 1–2 | 1–2 | 2–2 | 0–2 | 0–1 | 0–0 | 0–0 | 1–2 | 1–0 | 2–3 | 0–0 | 2–1 | 0–0 | 0–0 | 1–1 |
| Empoli     | 0–0 | 0–4 | 2–0 | 3–0 | —   | 2–3 | 1–1 | 0–0 | 0–0 | 0–2 | 2–1 | 2–2 | 4–2 | 3–0 | 2–2 | 0–1 | 1–1 | 3–1 | 0–0 | 1–2 |
| Fiorentina | 3–2 | 1–3 | 3–1 | 3–0 | 1–1 | —   | 0–0 | 0–1 | 3–0 | 0–0 | 0–2 | 2–1 | 0–1 | 4–3 | 3–0 | 1–1 | 2–0 | 0–0 | 1–1 | 3–0 |
| Genoa      | 2–2 | 2–0 | 3–1 | 0–2 | 1–1 | 1–1 | —   | 5–2 | 3–2 | 1–0 | 1–0 | 1–0 | 1–2 | 1–1 | 2–0 | 0–1 | 0–1 | 3–3 | 5–1 | 1–1 |
| Hellas     | 1–0 | 1–0 | 3–3 | 0–1 | 2–1 | 1–2 | 2–2 | —   | 0–3 | 2–2 | 1–1 | 1–3 | 2–0 | 2–1 | 3–1 | 1–1 | 1–3 | 3–2 | 1–3 | 0–1 |
| Inter      | 2–0 | 1–4 | 1–1 | 0–0 | 4–3 | 0–1 | 3–1 | 2–2 | —   | 1–2 | 2–2 | 0–0 | 2–2 | 3–0 | 1–1 | 2–1 | 1–0 | 7–0 | 0–1 | 1–2 |
| Juventus   | 2–1 | 1–1 | 3–0 | 2–0 | 2–0 | 3–2 | 1–0 | 4–0 | 1–1 | —   | 2–0 | 3–1 | 3–1 | 2–0 | 7–0 | 3–2 | 1–1 | 1–0 | 2–1 | 2–0 |
| Lazio      | 3–0 | 4–2 | 3–0 | 1–1 | 4–0 | 4–0 | 0–1 | 2–0 | 1–2 | 0–3 | —   | 3–1 | 0–1 | 2–1 | 4–0 | 1–2 | 3–0 | 3–2 | 2–1 | 0–1 |
| Milan      | 0–1 | 3–1 | 2–0 | 2–0 | 1–1 | 1–1 | 1–3 | 2–2 | 1–1 | 0–1 | 3–1 | —   | 2–0 | 0–2 | 3–1 | 2–1 | 1–1 | 1–2 | 3–0 | 2–0 |
| Napoli     | 1–1 | 3–3 | 3–2 | 0–1 | 2–2 | 3–0 | 2–1 | 6–2 | 2–2 | 1–3 | 2–4 | 3–0 | —   | 3–3 | 2–0 | 2–0 | 4–2 | 2–0 | 2–1 | 3–1 |
| Palermo    | 2–3 | 5–0 | 2–1 | 1–0 | 0–0 | 2–3 | 2–1 | 2–1 | 1–1 | 0–1 | 0–4 | 1–2 | 3–1 | —   | 2–1 | 1–1 | 1–1 | 2–1 | 2–2 | 1–1 |
| Parma      | 0–0 | 0–0 | 1–2 | 0–1 | 0–2 | 1–0 | 1–2 | 2–2 | 2–0 | 1–0 | 1–2 | 4–5 | 2–2 | 1–0 | —   | 1–2 | 0–2 | 1–3 | 0–2 | 1–0 |
| Roma       | 1–1 | 2–0 | 2–0 | 3–0 | 1–1 | 2–0 | 2–0 | 2–0 | 4–2 | 1–1 | 2–2 | 0–0 | 1–0 | 1–2 | 0–0 | —   | 0–2 | 2–2 | 3–0 | 2–1 |
| Sampdoria  | 1–0 | 2–0 | 0–0 | 2–1 | 1–0 | 3–1 | 1–1 | 1–1 | 1–0 | 0–1 | 0–1 | 2–2 | 1–1 | 1–1 | 2–2 | 0–0 | —   | 1–1 | 2–0 | 2–2 |
| Sassuolo   | 0–0 | 1–1 | 1–1 | 1–0 | 3–1 | 1–3 | 3–1 | 2–1 | 3–1 | 1–1 | 0–3 | 3–2 | 0–1 | 0–0 | 4–1 | 0–3 | 0–0 | —   | 1–1 | 1–1 |
| Torino     | 0–0 | 1–1 | 5–0 | 2–0 | 0–1 | 1–1 | 2–1 | 0–1 | 0–0 | 2–1 | 0–2 | 1–1 | 1–0 | 2–2 | 1–0 | 1–1 | 5–1 | 0–1 | —   | 1–0 |
| Udinese    | 2–0 | 2–2 | 1–1 | 1–1 | 2–0 | 2–2 | 2–4 | 1–2 | 1–2 | 0–0 | 0–1 | 2–1 | 1–0 | 1–3 | 4–2 | 0–1 | 1–4 | 0–1 | 3–2 | —   |

### Primera vuelta
- Los horarios corresponden al huso horario de Italia (Hora central europea): UTC+1 en horario estándar y UTC+2 en horario de verano

| Chievo Verona | 0 - 1                                                          | Juventus       | Marcantonio Bentegodi               | 30 de agosto | 18:00 |
| Roma          | 2 - 0                                                          | Fiorentina     | Olímpico de Roma                    | 30 de agosto | 20:45 |
| Milan         | 3 - 1                                                          | Lazio          | San Siro                            | 31 de agosto | 18:00 |
| Atalanta      | 0 - 0                                                          | Hellas Verona  | Atleti Azzurri d'Italia             | 31 de agosto | 18:00 |
| Udinese       | 2 - 0                                                          | Empoli         | Friuli                              | 31 de agosto | 20:45 |
| Torino        | 0 - 0                                                          | Internazionale | Olímpico de Turín                   | 31 de agosto | 20:45 |
| Sassuolo      | 1 - 1 Archivado el 4 de septiembre de 2014 en Wayback Machine. | Cagliari       | MAPEI Stadium - Città del Tricolore | 31 de agosto | 20:45 |
| Palermo       | 1 - 1                                                          | Sampdoria      | Renzo Barbera                       | 31 de agosto | 20:45 |
| Genoa         | 1 - 2                                                          | Napoli         | Luigi Ferraris                      | 31 de agosto | 20:45 |
| Cesena        | 1 - 0                                                          | Parma          | Dino Manuzzi                        | 31 de agosto | 20:45 |

| Empoli         | 0 - 1 | Roma          | Carlo Castellani      | 13 de septiembre | 18:00 |
| Juventus       | 2 - 0 | Udinese       | Juventus Stadium      | 13 de septiembre | 20:45 |
| Sampdoria      | 2 - 0 | Torino        | Luigi Ferraris        | 14 de septiembre | 12:30 |
| Fiorentina     | 0 - 0 | Genoa         | Artemio Franchi       | 14 de septiembre | 15:00 |
| Cagliari       | 1 - 2 | Atalanta      | Stadio Sant'Elia      | 14 de septiembre | 15:00 |
| Internazionale | 7 - 0 | Sassuolo      | Giuseppe Meazza       | 14 de septiembre | 15:00 |
| Lazio          | 3 - 0 | Cesena        | Olímpico de Roma      | 14 de septiembre | 15:00 |
| Napoli         | 0 - 1 | Chievo Verona | San Paolo             | 14 de septiembre | 15:00 |
| Parma          | 4 - 5 | Milan         | Ennio Tardini         | 14 de septiembre | 20:45 |
| Hellas Verona  | 2 - 1 | Palermo       | Marcantonio Bentegodi | 15 de septiembre | 20:45 |

| Cesena        | 2 - 2 | Empoli         | Dino Manuzzi                        | 20 de septiembre | 18:00 |
| Milan         | 0 - 1 | Juventus       | San Siro                            | 20 de septiembre | 20:45 |
| Chievo Verona | 2 - 3 | Parma          | Marcantonio Bentegodi               | 21 de septiembre | 12:30 |
| Roma          | 2 - 0 | Cagliari       | Olímpico de Roma                    | 21 de septiembre | 15:00 |
| Genoa         | 1 - 0 | Lazio          | Luigi Ferraris                      | 21 de septiembre | 15:00 |
| Sassuolo      | 0 - 0 | Sampdoria      | MAPEI Stadium - Città del Tricolore | 21 de septiembre | 15:00 |
| Atalanta      | 0 - 1 | Fiorentina     | Atleti Azzurri d'Italia             | 21 de septiembre | 18:00 |
| Udinese       | 1 - 0 | Napoli         | Friuli                              | 21 de septiembre | 18:00 |
| Palermo       | 1 - 1 | Internazionale | Renzo Barbera                       | 21 de septiembre | 20:45 |
| Torino        | 0 - 1 | Hellas Verona  | Olímpico de Turín                   | 21 de septiembre | 20:45 |

| Empoli         | 2 - 2 | Milan         | Carlo Castellani | 23 de septiembre | 20:45 |
| Cagliari       | 1 - 2 | Torino        | Sant'Elia        | 24 de septiembre | 20:45 |
| Fiorentina     | 0 - 0 | Sassuolo      | Artemio Franchi  | 24 de septiembre | 20:45 |
| Hellas Verona  | 2 - 2 | Genoa         | Luigi Ferraris   | 24 de septiembre | 20:45 |
| Internazionale | 2 - 0 | Atalanta      | Giuseppe Meazza  | 24 de septiembre | 20:45 |
| Juventus       | 3 - 0 | Cesena        | Juventus Stadium | 24 de septiembre | 20:45 |
| Parma          | 1 - 2 | Roma          | Ennio Tardini    | 24 de septiembre | 20:45 |
| Napoli         | 3 - 3 | Palermo       | San Paolo        | 24 de septiembre | 20:45 |
| Sampdoria      | 2 - 1 | Chievo Verona | Luigi Ferraris   | 24 de septiembre | 20:45 |
| Lazio          | 0 - 1 | Udinese       | Olímpico de Roma | 25 de septiembre | 20:45 |

| Roma           | 2 - 0 | Hellas Verona | Olímpico de Roma                    | 27 de septiembre | 18:00 |
| Atalanta       | 0 - 3 | Juventus      | Atleti Azzurri d'Italia             | 27 de septiembre | 20:45 |
| Sassuolo       | 0 - 1 | Napoli        | MAPEI Stadium - Città del Tricolore | 28 de septiembre | 12:30 |
| Cesena         | 1 - 1 | Milan         | Dino Manuzzi                        | 28 de septiembre | 15:00 |
| Chievo Verona  | 1 - 1 | Empoli        | Marcantonio Bentegodi               | 28 de septiembre | 15:00 |
| Internazionale | 1 - 4 | Cagliari      | Giuseppe Meazza                     | 28 de septiembre | 15:00 |
| Torino         | 1 - 1 | Fiorentina    | Olímpico de Turín                   | 28 de septiembre | 15:00 |
| Genoa          | 0 - 1 | Sampdoria     | Luigi Ferraris                      | 28 de septiembre | 20:45 |
| Udinese        | 4 - 2 | Parma         | Friuli                              | 29 de septiembre | 19:00 |
| Palermo        | 0 - 4 | Lazio         | Renzo Barbera                       | 29 de septiembre | 21:00 |

| Hellas Verona | 1 - 0 | Cagliari       | Marcantonio Bentegodi | 4 de octubre | 18:00 |
| Milan         | 2 - 0 | Chievo Verona  | San Siro              | 4 de octubre | 20:45 |
| Empoli        | 3 - 0 | Palermo        | Carlo Castellani      | 5 de octubre | 12:30 |
| Lazio         | 3 - 2 | Sassuolo       | Olímpico de Roma      | 5 de octubre | 15:00 |
| Parma         | 1 - 2 | Genoa          | Ennio Tardini         | 5 de octubre | 15:00 |
| Sampdoria     | 1 - 0 | Atalanta       | Luigi Ferraris        | 5 de octubre | 15:00 |
| Udinese       | 1 - 1 | Cesena         | Friuli                | 5 de octubre | 15:00 |
| Juventus      | 3 - 2 | Roma           | Juventus Stadium      | 5 de octubre | 18:00 |
| Fiorentina    | 3 - 0 | Internazionale | Artemio Franchi       | 5 de octubre | 20:45 |
| Napoli        | 2 - 1 | Torino         | San Paolo             | 5 de octubre | 20:45 |

| Roma           | 3 - 0 | Chievo Verona | Olímpico de Roma                    | 18 de octubre | 18:00 |
| Sassuolo       | 1 - 1 | Juventus      | MAPEI Stadium - Città del Tricolore | 18 de octubre | 20:45 |
| Fiorentina     | 0 - 2 | Lazio         | Artemio Franchi                     | 19 de octubre | 12:30 |
| Atalanta       | 1 - 0 | Parma         | Atleti Azzurri d'Italia             | 19 de octubre | 15:00 |
| Cagliari       | 2 - 2 | Sampdoria     | Sant'Elia                           | 19 de octubre | 15:00 |
| Hellas Verona  | 1 - 3 | Milan         | Marcantonio Bentegodi               | 19 de octubre | 15:00 |
| Palermo        | 2 - 1 | Cesena        | Renzo Barbera                       | 19 de octubre | 15:00 |
| Torino         | 1 - 0 | Udinese       | Olímpico de Turín                   | 19 de octubre | 15:00 |
| Internazionale | 2 - 2 | Napoli        | Giuseppe Meazza                     | 19 de octubre | 20:45 |
| Genoa          | 1 - 1 | Empoli        | Luigi Ferraris                      | 20 de octubre | 20:45 |

| Empoli        | 0 - 4 | Cagliari       | Carlo Castellani      | 25 de octubre | 15:00 |
| Parma         | 1 - 3 | Sassuolo       | Ennio Tardini         | 25 de octubre | 18:00 |
| Sampdoria     | 0 - 0 | Roma           | Luigi Ferraris        | 25 de octubre | 20:45 |
| Chievo Verona | 1 - 2 | Genoa          | Marcantonio Bentegodi | 26 de octubre | 15:00 |
| Juventus      | 2 - 0 | Palermo        | Juventus Stadium      | 26 de octubre | 15:00 |
| Udinese       | 2 - 0 | Atalanta       | Friuli                | 26 de octubre | 15:00 |
| Cesena        | 0 - 1 | Internazionale | Dino Manuzzi          | 26 de octubre | 18:00 |
| Lazio         | 2 - 1 | Torino         | Olímpico de Roma      | 26 de octubre | 18:00 |
| Napoli        | 6 - 2 | Hellas Verona  | San Paolo             | 26 de octubre | 18:00 |
| Milan         | 1 - 1 | Fiorentina     | San Siro              | 26 de octubre | 20:45 |

| Sassuolo       | 3 - 1 | Empoli        | MAPEI Stadium - Città del Tricolore | 28 de octubre | 20:45 |
| Atalanta       | 1 - 1 | Napoli        | Atleti Azzurri d'Italia             | 29 de octubre | 20:45 |
| Cagliari       | 1 - 1 | Milan         | Sant'Elia                           | 29 de octubre | 20:45 |
| Fiorentina     | 3 - 0 | Udinese       | Artemio Franchi                     | 29 de octubre | 20:45 |
| Genoa          | 1 - 0 | Juventus      | Luigi Ferraris                      | 29 de octubre | 20:45 |
| Internazionale | 1 - 0 | Sampdoria     | Giuseppe Meazza                     | 29 de octubre | 20:45 |
| Palermo        | 1 - 0 | Chievo Verona | Renzo Barbera                       | 29 de octubre | 20:45 |
| Roma           | 2 - 0 | Cesena        | Olímpico de Roma                    | 29 de octubre | 20:45 |
| Torino         | 1 - 0 | Parma         | Olímpico de Turín                   | 29 de octubre | 20:45 |
| Hellas Verona  | 1 - 1 | Lazio         | Marcantonio Bentegodi               | 30 de octubre | 20:45 |

| Napoli        | 2 - 0 | Roma           | San Paolo             | 1 de noviembre | 15:00 |
| Empoli        | 0 - 2 | Juventus       | Carlo Castellani      | 1 de noviembre | 18:00 |
| Parma         | 2 - 0 | Internazionale | Ennio Tardini         | 1 de noviembre | 20:45 |
| Chievo Verona | 0 - 0 | Sassuolo       | Marcantonio Bentegodi | 2 de noviembre | 15:00 |
| Sampdoria     | 3 - 1 | Fiorentina     | Luigi Ferraris        | 2 de noviembre | 15:00 |
| Torino        | 0 - 0 | Atalanta       | Olímpico de Turín     | 2 de noviembre | 15:00 |
| Udinese       | 2 - 4 | Genoa          | Friuli                | 2 de noviembre | 15:00 |
| Milan         | 0 - 2 | Palermo        | San Siro              | 2 de noviembre | 20:45 |
| Cesena        | 1 - 1 | Hellas Verona  | Dino Manuzzi          | 3 de noviembre | 19:00 |
| Lazio         | 4 - 2 | Cagliari       | Olímpico de Roma      | 3 de noviembre | 21:00 |

| Sassuolo       | 0 - 0 | Atalanta      | MAPEI Stadium - Città del Tricolore | 8 de noviembre | 18:00 |
| Sampdoria      | 2 - 2 | Milan         | Luigi Ferraris                      | 8 de noviembre | 20:45 |
| Cagliari       | 1 - 1 | Genoa         | Sant'Elia                           | 9 de noviembre | 12:30 |
| Chievo Verona  | 2 - 1 | Cesena        | Marcantonio Bentegodi               | 9 de noviembre | 15:00 |
| Empoli         | 2 - 1 | Lazio         | Carlo Castellani                    | 9 de noviembre | 15:00 |
| Juventus       | 7 - 0 | Parma         | Juventus Stadium                    | 9 de noviembre | 15:00 |
| Palermo        | 1 - 1 | Udinese       | Renzo Barbera                       | 9 de noviembre | 15:00 |
| Fiorentina     | 0 - 1 | Napoli        | Artemio Franchi                     | 9 de noviembre | 18:00 |
| Internazionale | 2 - 2 | Hellas Verona | Giuseppe Meazza                     | 9 de noviembre | 20:45 |
| Roma           | 3 - 0 | Torino        | Olímpico de Roma                    | 9 de noviembre | 20:45 |

| Atalanta      | 1 - 2 | Roma           | Atleti Azzurri d'Italia | 22 de noviembre | 18:00 |
| Lazio         | 0 - 3 | Juventus       | Olímpico de Roma        | 22 de noviembre | 20:45 |
| Torino        | 0 - 1 | Sassuolo       | Olímpico de Turín       | 23 de noviembre | 12:30 |
| Cesena        | 1 - 1 | Sampdoria      | Dino Manuzzi            | 23 de noviembre | 15:00 |
| Hellas Verona | 1 - 2 | Fiorentina     | Marcantonio Bentegodi   | 23 de noviembre | 15:00 |
| Napoli        | 3 - 3 | Cagliari       | San Paolo               | 23 de noviembre | 15:00 |
| Parma         | 0 - 2 | Empoli         | Ennio Tardini           | 23 de noviembre | 15:00 |
| Udinese       | 1 - 1 | Chievo Verona  | Friuli                  | 23 de noviembre | 15:00 |
| Milan         | 1 - 1 | Internazionale | San Siro                | 23 de noviembre | 20:45 |
| Genoa         | 1 - 1 | Palermo        | Luigi Ferraris          | 24 de noviembre | 20:45 |

| Sassuolo      | 2 - 1 | Hellas Verona  | MAPEI Stadium - Città del Tricolore | 29 de noviembre | 18:00 |
| Chievo Verona | 0 - 0 | Lazio          | Marcantonio Bentegodi               | 29 de noviembre | 20:45 |
| Cagliari      | 0 - 4 | Fiorentina     | Sant'Elia                           | 30 de noviembre | 15:00 |
| Cesena        | 0 - 3 | Genoa          | Dino Manuzzi                        | 30 de noviembre | 15:00 |
| Empoli        | 0 - 0 | Atalanta       | Carlo Castellani                    | 30 de noviembre | 15:00 |
| Milan         | 2 - 0 | Udinese        | San Siro                            | 30 de noviembre | 15:00 |
| Palermo       | 2 - 1 | Parma          | Renzo Barbera                       | 30 de noviembre | 15:00 |
| Juventus      | 2 - 1 | Torino         | Juventus Stadium                    | 30 de noviembre | 18:00 |
| Roma          | 4 - 2 | Internazionale | Olímpico de Roma                    | 30 de noviembre | 20:45 |
| Sampdoria     | 1 - 1 | Napoli         | Luigi Ferraris                      | 1 de diciembre  | 21:00 |

| Fiorentina     | 0 - 0 | Juventus      | Artemio Franchi         | 5 de diciembre | 20:45 |
| Roma           | 2 - 2 | Sassuolo      | Olímpico de Roma        | 6 de diciembre | 18:00 |
| Torino         | 2 - 2 | Palermo       | Olímpico de Turín       | 6 de diciembre | 20:45 |
| Napoli         | 2 - 2 | Empoli        | San Paolo               | 7 de diciembre | 12:30 |
| Atalanta       | 3 - 2 | Cesena        | Atleti Azzurri d'Italia | 7 de diciembre | 15:00 |
| Genoa          | 1 - 0 | Milan         | Luigi Ferraris          | 7 de diciembre | 15:00 |
| Parma          | 1 - 2 | Lazio         | Ennio Tardini           | 7 de diciembre | 15:00 |
| Internazionale | 1 - 2 | Udinese       | Giuseppe Meazza         | 7 de diciembre | 20:45 |
| Cagliari       | 0 - 2 | Chievo Verona | Sant'Elia               | 8 de diciembre | 19:00 |
| Hellas Verona  | 1 - 3 | Sampdoria     | Marcantonio Bentegodi   | 8 de diciembre | 21:00 |

| Palermo       | 2 - 1 | Sassuolo       | Renzo Barbera         | 13 de diciembre | 18:00 |
| Lazio         | 3 - 0 | Atalanta       | Olímpico de Roma      | 13 de diciembre | 20:45 |
| Juventus      | 1 - 1 | Sampdoria      | Juventus Stadium      | 14 de diciembre | 12:30 |
| Genoa         | 0 - 1 | Roma           | Luigi Ferraris        | 14 de diciembre | 15:00 |
| Parma         | 0 - 0 | Cagliari       | Ennio Tardini         | 14 de diciembre | 15:00 |
| Udinese       | 1 - 2 | Hellas Verona  | Friuli                | 14 de diciembre | 15:00 |
| Cesena        | 1 - 4 | Fiorentina     | Dino Manuzzi          | 14 de diciembre | 18:00 |
| Milan         | 2 - 0 | Napoli         | San Siro              | 14 de diciembre | 20:45 |
| Empoli        | 0 - 0 | Torino         | Carlo Castellani      | 15 de diciembre | 19:00 |
| Chievo Verona | 0 - 2 | Internazionale | Marcantonio Bentegodi | 15 de diciembre | 21:00 |

| Cagliari       | 1 - 3 | Juventus      | Sant'Elia                           | 18 de diciembre | 19:00 |
| Napoli         | 2 - 0 | Parma         | San Paolo                           | 18 de diciembre | 21:00 |
| Sassuolo       | 1 - 1 | Cesena        | MAPEI Stadium - Città del Tricolore | 20 de diciembre | 18:00 |
| Roma           | 0 - 0 | Milan         | Olímpico de Roma                    | 20 de diciembre | 20:45 |
| Hellas Verona  | 0 - 1 | Chievo Verona | Stadio Marcantonio Bentegodi        | 21 de diciembre | 12:30 |
| Atalanta       | 3 - 3 | Palermo       | Atleti Azzurri d'Italia             | 21 de diciembre | 15:00 |
| Fiorentina     | 1 - 1 | Empoli        | Artemio Franchi                     | 21 de diciembre | 15:00 |
| Sampdoria      | 2 - 2 | Udinese       | Luigi Ferraris                      | 21 de diciembre | 15:00 |
| Torino         | 2 - 1 | Genoa         | Olímpico de Turín                   | 21 de diciembre | 15:00 |
| Internazionale | 2 - 2 | Lazio         | Giuseppe Meazza                     | 21 de diciembre | 20:45 |

| Lazio         | 3 - 0 | Sampdoria      | Olímpico de Roma      | 5 de enero | 20:45 |
| Udinese       | 0 - 1 | Roma           | Friuli                | 6 de enero | 12:30 |
| Chievo Verona | 0 - 0 | Torino         | Marcantonio Bentegodi | 6 de enero | 15:00 |
| Empoli        | 0 - 0 | Hellas Verona  | Carlo Castellani      | 6 de enero | 15:00 |
| Genoa         | 2 - 2 | Atalanta       | Luigi Ferraris        | 6 de enero | 15:00 |
| Milan         | 1 - 2 | Sassuolo       | San Siro              | 6 de enero | 15:00 |
| Palermo       | 5 - 0 | Cagliari       | Renzo Barbera         | 6 de enero | 15:00 |
| Parma         | 1 - 0 | Fiorentina     | Ennio Tardini         | 6 de enero | 15:00 |
| Cesena        | 1 - 4 | Napoli         | Dino Manuzzi          | 6 de enero | 18:00 |
| Juventus      | 1 - 1 | Internazionale | Juventus Stadium      | 6 de enero | 21:00 |

| Sassuolo       | 1 - 1 | Udinese       | MAPEI Stadium - Città del Tricolore | 10 de enero | 18:00 |
| Torino         | 1 - 1 | Milan         | Olímpico de Turín                   | 10 de enero | 20:45 |
| Internazionale | 3 - 1 | Genoa         | Giuseppe Meazza                     | 11 de enero | 12:30 |
| Atalanta       | 1 - 1 | Chievo Verona | Atleti Azzurri d'Italia             | 11 de enero | 15:00 |
| Cagliari       | 2 - 1 | Cesena        | Sant'Elia                           | 11 de enero | 15:00 |
| Fiorentina     | 4 - 3 | Palermo       | Artemio Franchi                     | 11 de enero | 15:00 |
| Hellas Verona  | 3 - 1 | Parma         | Marcantonio Bentegodi               | 11 de enero | 15:00 |
| Roma           | 2 - 2 | Lazio         | Olímpico de Roma                    | 11 de enero | 15:00 |
| Sampdoria      | 1 - 0 | Empoli        | Luigi Ferraris                      | 11 de enero | 15:00 |
| Napoli         | 1 - 3 | Juventus      | San Paolo                           | 11 de enero | 20:45 |

| Empoli        | 0 - 0 | Internazionale | Carlo Castellani      | 17 de enero | 18:00 |
| Palermo       | 1 - 1 | Roma           | Renzo Barbera         | 17 de enero | 20:45 |
| Lazio         | 0 - 1 | Napoli         | Olímpico de Roma      | 18 de enero | 12:30 |
| Cesena        | 2 - 3 | Torino         | Dino Manuzzi          | 18 de enero | 15:00 |
| Chievo Verona | 1 - 2 | Fiorentina     | Marcantonio Bentegodi | 18 de enero | 15:00 |
| Genoa         | 3 - 3 | Sassuolo       | Luigi Ferraris        | 18 de enero | 15:00 |
| Milan         | 0 - 1 | Atalanta       | San Siro              | 18 de enero | 15:00 |
| Parma         | 0 - 2 | Sampdoria      | Ennio Tardini         | 18 de enero | 15:00 |
| Udinese       | 2 - 2 | Cagliari       | Friuli                | 18 de enero | 15:00 |
| Juventus      | 4 - 0 | Hellas Verona  | Juventus Stadium      | 18 de enero | 20:45 |

### Segunda vuelta
| Cagliari       | 2 - 1 | Sassuolo      | Sant'Elia             | 24 de enero | 18:00 |
| Lazio          | 3 - 1 | Milan         | Olímpico de Roma      | 24 de enero | 20:45 |
| Hellas Verona  | 1 - 0 | Atalanta      | Marcantonio Bentegodi | 25 de enero | 15:00 |
| Internazionale | 0 - 1 | Torino        | Giuseppe Meazza       | 25 de enero | 15:00 |
| Juventus       | 2 - 0 | Chievo Verona | Juventus Stadium      | 25 de enero | 15:00 |
| Parma          | 1 - 2 | Cesena        | Ennio Tardini         | 25 de enero | 15:00 |
| Sampdoria      | 1 - 1 | Palermo       | Luigi Ferraris        | 25 de enero | 15:00 |
| Fiorentina     | 1 - 1 | Roma          | Artemio Franchi       | 25 de enero | 20:45 |
| Empoli         | 1 - 2 | Udinese       | Carlo Castellani      | 26 de enero | 19:00 |
| Napoli         | 2 - 1 | Genoa         | San Paolo             | 26 de enero | 21:00 |

| Genoa         | 1 - 1 | Fiorentina     | Luigi Ferraris                      | 31 de enero  | 18:00 |
| Roma          | 1 - 1 | Empoli         | Olímpico de Roma                    | 31 de enero  | 20:45 |
| Sassuolo      | 3 - 1 | Internazionale | MAPEI Stadium - Città del Tricolore | 1 de febrero | 12:30 |
| Atalanta      | 2 - 1 | Cagliari       | Atleti Azzurri d'Italia             | 1 de febrero | 15:00 |
| Cesena        | 2 - 1 | Lazio          | Dino Manuzzi                        | 1 de febrero | 15:00 |
| Chievo Verona | 1 - 2 | Napoli         | Marcantonio Bentegodi               | 1 de febrero | 15:00 |
| Palermo       | 2 - 1 | Hellas Verona  | Renzo Barbera                       | 1 de febrero | 15:00 |
| Torino        | 5 - 1 | Sampdoria      | Olímpico de Turín                   | 1 de febrero | 15:00 |
| Udinese       | 0 - 0 | Juventus       | Friuli                              | 1 de febrero | 15:00 |
| Milan         | 3 - 1 | Parma          | San Siro                            | 1 de febrero | 20:45 |

| Hellas Verona  | 1 - 3 | Torino        | Marcantonio Bentegodi | 7 de febrero  | 18:00 |
| Juventus       | 3 - 1 | Milan         | Juventus Stadium      | 7 de febrero  | 20:45 |
| Fiorentina     | 3 - 2 | Atalanta      | Artemio Franchi       | 8 de febrero  | 12:30 |
| Cagliari       | 1 - 2 | Roma          | Sant'Elia             | 8 de febrero  | 15:00 |
| Empoli         | 2 - 0 | Cesena        | Carlo Castellani      | 8 de febrero  | 15:00 |
| Napoli         | 3 - 1 | Udinese       | San Paolo             | 8 de febrero  | 15:00 |
| Sampdoria      | 1 - 1 | Sassuolo      | Luigi Ferraris        | 8 de febrero  | 15:00 |
| Internazionale | 3 - 0 | Palermo       | Giuseppe Meazza       | 8 de febrero  | 20:45 |
| Lazio          | 0 - 1 | Genoa         | Olímpico de Roma      | 9 de febrero  | 20:45 |
| Parma          | 0 - 1 | Chievo Verona | Ennio Tardini         | 11 de febrero | 18:00 |

| Sassuolo      | 1 - 3 | Fiorentina     | MAPEI Stadium - Città del Tricolore | 14 de febrero | 18:00 |
| Palermo       | 3 - 1 | Napoli         | Renzo Barbera                       | 14 de febrero | 20:45 |
| Milan         | 1 - 1 | Empoli         | San Siro                            | 15 de febrero | 12:30 |
| Atalanta      | 1 - 4 | Internazionale | Atleti Azzurri d'Italia             | 15 de febrero | 15:00 |
| Genoa         | 5 - 2 | Hellas Verona  | Luigi Ferraris                      | 15 de febrero | 15:00 |
| Roma          | 0 - 0 | Parma          | Olímpico de Roma                    | 15 de febrero | 15:00 |
| Torino        | 1 - 1 | Cagliari       | Olímpico de Turín                   | 15 de febrero | 15:00 |
| Udinese       | 0 - 1 | Lazio          | Friuli                              | 15 de febrero | 15:00 |
| Chievo Verona | 2 - 1 | Sampdoria      | Marcantonio Bentegodi               | 15 de febrero | 18:00 |
| Cesena        | 2 - 2 | Juventus       | Dino Manuzzi                        | 15 de febrero | 20:45 |

| Juventus      | 2 - 1 | Atalanta       | Juventus Stadium      | 20 de febrero | 20:45 |
| Empoli        | 3 - 0 | Chievo Verona  | Carlo Castellani      | 22 de febrero | 15:00 |
| Hellas Verona | 1 - 1 | Roma           | Marcantonio Bentegodi | 22 de febrero | 15:00 |
| Lazio         | 2 - 1 | Palermo        | Olímpico de Roma      | 22 de febrero | 15:00 |
| Milan         | 2 - 0 | Cesena         | San Siro              | 22 de febrero | 15:00 |
| Fiorentina    | 1 - 1 | Torino         | Artemio Franchi       | 22 de febrero | 20:45 |
| Napoli        | 2 - 0 | Sassuolo       | San Paolo             | 23 de febrero | 19:00 |
| Cagliari      | 1 - 2 | Internazionale | Sant'Elia             | 23 de febrero | 21:00 |
| Sampdoria     | 1 - 1 | Genoa          | Luigi Ferraris        | 24 de febrero | 18:30 |
| Parma         | 1 - 0 | Udinese        | Ennio Tardini         | 8 de abril    | 18:30 |

| Chievo Verona  | 0 - 0 | Milan         | Marcantonio Bentegodi               | 28 de febrero | 20:45 |
| Cagliari       | 1 - 2 | Hellas Verona | Sant'Elia                           | 1 de marzo    | 12:30 |
| Atalanta       | 1 - 2 | Sampdoria     | Atleti Azzurri d'Italia             | 1 de marzo    | 15:00 |
| Cesena         | 1 - 0 | Udinese       | Dino Manuzzi                        | 1 de marzo    | 15:00 |
| Palermo        | 0 - 0 | Empoli        | Renzo Barbera                       | 1 de marzo    | 15:00 |
| Sassuolo       | 0 - 3 | Lazio         | MAPEI Stadium - Città del Tricolore | 1 de marzo    | 15:00 |
| Internazionale | 0 - 1 | Fiorentina    | Giuseppe Meazza                     | 1 de marzo    | 18:00 |
| Torino         | 1 - 0 | Napoli        | Olímpico de Turín                   | 1 de marzo    | 20:45 |
| Roma           | 1 - 1 | Juventus      | Olímpico de Roma                    | 2 de marzo    | 20:45 |
| Genoa          | 2 - 0 | Parma         | Luigi Ferraris                      | 15 de abril   | 18:30 |

| Sampdoria     | 2 - 0 | Cagliari       | Luigi Ferraris        | 7 de marzo | 18:00 |
| Milan         | 2 - 2 | Hellas Verona  | San Siro              | 7 de marzo | 20:45 |
| Cesena        | 0 - 0 | Palermo        | Renzo Barbera         | 8 de marzo | 12:30 |
| Chievo Verona | 0 - 0 | Roma           | Marcantonio Bentegodi | 8 de marzo | 15:00 |
| Empoli        | 1 - 1 | Genoa          | Carlo Castellani      | 8 de marzo | 15:00 |
| Parma         | 0 - 0 | Atalanta       | Ennio Tardini         | 8 de marzo | 15:00 |
| Udinese       | 3 - 2 | Torino         | Friuli                | 8 de marzo | 15:00 |
| Napoli        | 2 - 2 | Internazionale | San Paolo             | 8 de marzo | 20:45 |
| Lazio         | 4 - 0 | Fiorentina     | Olímpico de Roma      | 9 de marzo | 19:00 |
| Juventus      | 1 - 0 | Sassuolo       | Juventus Stadium      | 9 de marzo | 21:00 |

| Palermo        | 0 - 1 | Juventus      | Renzo Barbera                       | 14 de marzo | 18:00 |
| Cagliari       | 1 - 1 | Empoli        | Sant'Elia                           | 14 de marzo | 20:45 |
| Atalanta       | 0 - 0 | Udinese       | Atleti Azzurri d'Italia             | 15 de marzo | 15:00 |
| Genoa          | 0 - 2 | Chievo Verona | Luigi Ferraris                      | 15 de marzo | 15:00 |
| Sassuolo       | 4 - 1 | Parma         | MAPEI Stadium - Città del Tricolore | 15 de marzo | 15:00 |
| Hellas Verona  | 2 - 0 | Napoli        | Marcantonio Bentegodi               | 15 de marzo | 18:00 |
| Internazionale | 1 - 1 | Cesena        | Giuseppe Meazza                     | 15 de marzo | 20:45 |
| Fiorentina     | 2 - 1 | Milan         | Artemio Franchi                     | 16 de marzo | 19:00 |
| Torino         | 0 - 2 | Lazio         | Olímpico de Turín                   | 16 de marzo | 19:00 |
| Roma           | 0 - 2 | Sampdoria     | Olímpico de Roma                    | 16 de marzo | 21:00 |

| Chievo Verona | 1 - 0 | Palermo        | Marcantonio Bentegodi | 21 de marzo | 18:00 |
| Milan         | 3 - 1 | Cagliari       | San Siro              | 21 de marzo | 20:45 |
| Empoli        | 3 - 1 | Sassuolo       | Carlo Castellani      | 22 de marzo | 12:30 |
| Juventus      | 1 - 0 | Genoa          | Juventus Stadium      | 22 de marzo | 15:00 |
| Cesena        | 0 - 1 | Roma           | Dino Manuzzi          | 22 de marzo | 20:45 |
| Lazio         | 2 - 0 | Hellas Verona  | Olímpico de Roma      | 22 de marzo | 20:45 |
| Napoli        | 1 - 1 | Atalanta       | San Paolo             | 22 de marzo | 20:45 |
| Parma         | 0 - 2 | Torino         | Ennio Tardini         | 22 de marzo | 20:45 |
| Sampdoria     | 1 - 0 | Internazionale | Luigi Ferraris        | 22 de marzo | 20:45 |
| Udinese       | 2 - 2 | Fiorentina     | Friuli                | 22 de marzo | 20:45 |

| Roma           | 1 - 0 | Napoli        | Olímpico de Roma                    | 4 de abril | 12:30 |
| Atalanta       | 1 - 2 | Torino        | Atleti Azzurri d'Italia             | 4 de abril | 15:00 |
| Cagliari       | 1 - 3 | Lazio         | Sant'Elia                           | 4 de abril | 15:00 |
| Genoa          | 1 - 1 | Udinese       | Luigi Ferraris                      | 4 de abril | 15:00 |
| Hellas Verona  | 3 - 3 | Cesena        | Marcantonio Bentegodi               | 4 de abril | 15:00 |
| Internazionale | 1 - 1 | Parma         | Giuseppe Meazza                     | 4 de abril | 15:00 |
| Palermo        | 1 - 2 | Milan         | Renzo Barbera                       | 4 de abril | 15:00 |
| Sassuolo       | 1 - 0 | Chievo Verona | MAPEI Stadium - Città del Tricolore | 4 de abril | 15:00 |
| Fiorentina     | 2 - 0 | Sampdoria     | Artemio Franchi                     | 4 de abril | 18:30 |
| Juventus       | 2 - 0 | Empoli        | Juventus Stadium                    | 4 de abril | 21:00 |

| Genoa         | 2 - 0 | Cagliari       | Luigi Ferraris          | 11 de abril | 18:00 |
| Parma         | 1 - 0 | Juventus       | Ennio Tardini           | 11 de abril | 18:00 |
| Hellas Verona | 0 - 3 | Internazionale | Marcantonio Bentegodi   | 11 de abril | 20:45 |
| Cesena        | 0 - 1 | Chievo Verona  | Dino Manuzzi            | 12 de abril | 12:30 |
| Atalanta      | 2 - 1 | Sassuolo       | Atleti Azzurri d'Italia | 12 de abril | 15:00 |
| Lazio         | 4 - 0 | Empoli         | Olímpico de Roma        | 12 de abril | 15:00 |
| Napoli        | 3 - 0 | Fiorentina     | San Paolo               | 12 de abril | 15:00 |
| Torino        | 1 - 1 | Roma           | Olímpico de Turín       | 12 de abril | 15:00 |
| Udinese       | 1 - 3 | Palermo        | Friuli                  | 12 de abril | 15:00 |
| Milan         | 1 - 1 | Sampdoria      | San Siro                | 12 de abril | 20:45 |

| Sampdoria      | 0 - 0 | Cesena        | Luigi Ferraris                      | 18 de abril | 18:00 |
| Juventus       | 2 - 0 | Lazio         | Juventus Stadium                    | 18 de abril | 20:45 |
| Sassuolo       | 1 - 1 | Torino        | MAPEI Stadium - Città del Tricolore | 19 de abril | 12:30 |
| Chievo Verona  | 1 - 1 | Udinese       | Marcantonio Bentegodi               | 19 de abril | 15:00 |
| Empoli         | 2 - 2 | Parma         | Carlo Castellani                    | 19 de abril | 15:00 |
| Palermo        | 2 - 1 | Genoa         | Renzo Barbera                       | 19 de abril | 15:00 |
| Roma           | 1 - 1 | Atalanta      | Olímpico de Roma                    | 19 de abril | 15:00 |
| Cagliari       | 0 - 3 | Napoli        | Sant'Elia                           | 19 de abril | 18:00 |
| Internazionale | 0 - 0 | Milan         | Giuseppe Meazza                     | 19 de abril | 20:45 |
| Fiorentina     | 0 - 1 | Hellas Verona | Artemio Franchi                     | 20 de abril | 20:45 |

| Udinese        | 2 - 1 | Milan         | Friuli                  | 25 de abril | 18:00 |
| Internazionale | 2 - 1 | Roma          | Giuseppe Meazza         | 25 de abril | 20:45 |
| Atalanta       | 2 - 2 | Empoli        | Atleti Azzurri d'Italia | 26 de abril | 12:30 |
| Genoa          | 3 - 1 | Cesena        | Luigi Ferraris          | 26 de abril | 15:00 |
| Hellas Verona  | 3 - 2 | Sassuolo      | Marcantonio Bentegodi   | 26 de abril | 15:00 |
| Lazio          | 1 - 1 | Chievo Verona | Olímpico de Roma        | 26 de abril | 15:00 |
| Parma          | 1 - 0 | Palermo       | Ennio Tardini           | 26 de abril | 15:00 |
| Torino         | 2 - 1 | Juventus      | Olímpico de Turín       | 26 de abril | 15:00 |
| Fiorentina     | 1 - 3 | Cagliari      | Artemio Franchi         | 26 de abril | 18:00 |
| Napoli         | 4 - 2 | Sampdoria     | San Paolo               | 26 de abril | 20:45 |

| Udinese       | 1 - 2 | Internazionale | Friuli                              | 28 de abril | 20:45 |
| Cesena        | 2 - 2 | Atalanta       | Dino Manuzzi                        | 29 de abril | 20:45 |
| Chievo Verona | 1 - 0 | Cagliari       | Marcantonio Bentegodi               | 29 de abril | 20:45 |
| Juventus      | 3 - 2 | Fiorentina     | Juventus Stadium                    | 29 de abril | 20:45 |
| Lazio         | 4 - 0 | Parma          | Olímpico de Roma                    | 29 de abril | 20:45 |
| Milan         | 1 - 3 | Genoa          | San Siro                            | 29 de abril | 20:45 |
| Palermo       | 2 - 2 | Torino         | Renzo Barbera                       | 29 de abril | 20:45 |
| Sampdoria     | 1 - 1 | Hellas Verona  | Luigi Ferraris                      | 29 de abril | 20:45 |
| Sassuolo      | 0 - 3 | Roma           | MAPEI Stadium - Città del Tricolore | 29 de abril | 20:45 |
| Empoli        | 4 - 2 | Napoli         | Carlo Castellani                    | 30 de abril | 20:45 |

| Sampdoria      | 0 - 1 | Juventus (C)  | Luigi Ferraris                      | 2 de mayo | 18:00 |
| Sassuolo       | 0 - 0 | Palermo       | MAPEI Stadium - Città del Tricolore | 2 de mayo | 20:45 |
| Roma           | 2 - 0 | Genoa         | Olímpico de Roma                    | 3 de mayo | 12:30 |
| Atalanta       | 1 - 1 | Lazio         | Atleti Azzurri d'Italia             | 3 de mayo | 15:00 |
| Fiorentina     | 3 - 1 | Cesena        | Artemio Franchi                     | 3 de mayo | 15:00 |
| Hellas Verona  | 0 - 1 | Udinese       | Marcantonio Bentegodi               | 3 de mayo | 15:00 |
| Internazionale | 0 - 0 | Chievo Verona | Giuseppe Meazza                     | 3 de mayo | 15:00 |
| Napoli         | 3 - 0 | Milan         | San Paolo                           | 3 de mayo | 20:45 |
| Cagliari       | 4 - 0 | Parma         | Sant'Elia                           | 4 de mayo | 20:45 |
| Torino         | 0 - 1 | Empoli        | Olímpico de Turín                   | 6 de mayo | 15:00 |

| Juventus      | 1 - 1 | Cagliari       | Juventus Stadium      | 9 de mayo  | 18:00 |
| Milan         | 2 - 1 | Roma           | San Siro              | 9 de mayo  | 20:45 |
| Hellas Verona | 2 - 2 | Chievo Verona  | Marcantonio Bentegodi | 10 de mayo | 12:30 |
| Cesena        | 2 - 3 | Sassuolo       | Dino Manuzzi          | 10 de mayo | 15:00 |
| Palermo       | 2 - 3 | Atalanta       | Renzo Barbera         | 10 de mayo | 15:00 |
| Udinese       | 1 - 4 | Sampdoria      | Friuli                | 10 de mayo | 15:00 |
| Empoli        | 2 - 3 | Fiorentina     | Carlo Castellani      | 10 de mayo | 18:00 |
| Parma         | 2 - 2 | Napoli         | Ennio Tardini         | 10 de mayo | 18:00 |
| Lazio         | 1 - 2 | Internazionale | Olímpico de Roma      | 10 de mayo | 20:45 |
| Genoa         | 5 - 1 | Torino         | Luigi Ferraris        | 11 de mayo | 20:45 |

| Internazionale | 1 - 2 | Juventus      | Giuseppe Meazza                     | 16 de mayo | 18:00 |
| Sampdoria      | 0 - 1 | Lazio         | Luigi Ferraris                      | 16 de mayo | 20:45 |
| Sassuolo       | 3 - 2 | Milan         | MAPEI Stadium - Città del Tricolore | 17 de mayo | 12:30 |
| Atalanta       | 1 - 4 | Genoa         | Atleti Azzurri d'Italia             | 17 de mayo | 15:00 |
| Cagliari       | 0 - 1 | Palermo       | Sant'Elia                           | 17 de mayo | 15:00 |
| Hellas Verona  | 2 - 1 | Empoli        | Marcantonio Bentegodi               | 17 de mayo | 15:00 |
| Torino         | 2 - 0 | Chievo Verona | Olímpico de Turín                   | 17 de mayo | 15:00 |
| Roma           | 2 - 1 | Udinese       | Olímpico de Roma                    | 17 de mayo | 20:45 |
| Fiorentina     | 3 - 0 | Parma         | Artemio Franchi                     | 18 de mayo | 19:00 |
| Napoli         | 3 - 2 | Cesena        | San Paolo                           | 18 de mayo | 21:00 |

| Juventus      | 3 - 1 | Napoli         | Juventus Stadium      | 23 de mayo | 18:00 |
| Genoa         | 3 - 2 | Internazionale | Luigi Ferraris        | 23 de mayo | 20:45 |
| Empoli        | 1 - 1 | Sampdoria      | Carlo Castellani      | 24 de mayo | 12:30 |
| Cesena        | 0 - 1 | Cagliari       | Dino Manuzzi          | 24 de mayo | 15:00 |
| Chievo Verona | 1 - 1 | Atalanta       | Marcantonio Bentegodi | 24 de mayo | 15:00 |
| Palermo       | 2 - 3 | Fiorentina     | Renzo Barbera         | 24 de mayo | 15:00 |
| Parma         | 2 - 2 | Hellas Verona  | Ennio Tardini         | 24 de mayo | 15:00 |
| Udinese       | 0 - 1 | Sassuolo       | Friuli                | 24 de mayo | 15:00 |
| Milan         | 3 - 0 | Torino         | Giuseppe Meazza       | 24 de mayo | 20:45 |
| Lazio         | 1 - 2 | Roma           | Olímpico de Roma      | 25 de mayo | 18:00 |

| Hellas Verona  | 2 - 2                                                     | Juventus      | Marcantonio Bentegodi               | 30 de mayo | 18:00 |
| Atalanta       | 1 - 3                                                     | Milan         | Atleti Azzurri d'Italia             | 30 de mayo | 20:45 |
| Cagliari       | 4 - 3                                                     | Udinese       | Sant'Elia                           | 31 de mayo | 18:00 |
| Fiorentina     | 3 - 0                                                     | Chievo Verona | Artemio Franchi                     | 31 de mayo | 20:45 |
| Inter de Milán | 4 - 3                                                     | Empoli        | Giuseppe Meazza                     | 31 de mayo | 20:45 |
| Napoli         | 2 - 4 Archivado el 5 de julio de 2015 en Wayback Machine. | Lazio         | San Paolo                           | 31 de mayo | 20:45 |
| Roma           | 1 - 2                                                     | Palermo       | Olímpico de Roma                    | 31 de mayo | 20:45 |
| Sampdoria      | 2 - 2                                                     | Parma         | Luigi Ferraris                      | 31 de mayo | 20:45 |
| Sassuolo       | 3 - 1                                                     | Genoa         | MAPEI Stadium - Città del Tricolore | 31 de mayo | 20:45 |
| Torino         | 5 - 0                                                     | Cesena        | Olímpico de Turín                   | 31 de mayo | 20:45 |

## Estadísticas
| Jugador                                  | Equipo        | Goles | Partidos | Promedio |
| ---------------------------------------- | ------------- | ----- | -------- | -------- |
| Mauro Icardi                             | Inter         | 22    | 36       | 0.61     |
| Luca Toni                                | Hellas Verona | 22    | 38       | 0.58     |
| Carlos Tévez                             | Juventus      | 20    | 32       | 0.63     |
| Gonzalo Higuaín                          | Napoli        | 18    | 37       | 0.49     |
| Jérémy Ménez                             | Milan         | 16    | 33       | 0.48     |
| Domenico Berardi                         | Sassuolo      | 15    | 32       | 0.47     |
| Manolo Gabbiadini                        | Napoli        | 15    | 33       | 0.45     |
| Antonio Di Natale                        | Udinese       | 14    | 33       | 0.42     |
| Iago Falque                              | Genoa         | 13    | 32       | 0.41     |
| Paulo Dybala                             | Palermo       | 13    | 34       | 0.38     |
| Miroslav Klose                           | Lazio         | 13    | 34       | 0.38     |
| Fabio Quagliarella                       | Torino        | 13    | 34       | 0.38     |
| Última actualización: 31 de mayo de 2015 |               |       |          |          |

| Jugador               | Equipo        | Autogoles |
| --------------------- | ------------- | --------- |
| Raúl Albiol           | Napoli        | 2         |
| Miguel Britos         | Napoli        | 2         |
| Boštjan Cesar         | Chievo Verona | 2         |
| Vangelis Moras        | Hellas Verona | 2         |
| Luca Rossettini       | Cagliari      | 2         |
| Alessandro Agostini   | Hellas Verona | 1         |
| Alex                  | Milan         | 1         |
| Siniša Anđelković     | Palermo       | 1         |
| Antonio Balzano       | Cagliari      | 1         |
| Cristiano Biraghi     | Chievo Verona | 1         |
| Edson Braafheid       | Lazio         | 1         |
| Emmanuel Cascione     | Cesena        | 1         |
| Daniele Capelli       | Cesena        | 1         |
| Juan Pablo Carrizo    | Inter         | 1         |
| Danilo Cataldi        | Lazio         | 1         |
| Mattia De Sciglio     | Milan         | 1         |
| Bruno Fernandes       | Udinese       | 1         |
| Vincent Laurini       | Empoli        | 1         |
| Rafael Marques        | Hellas Verona | 1         |
| Cristian Molinaro     | Torino        | 1         |
| Constantin Nica       | Cesena        | 1         |
| Daniele Padelli       | Torino        | 1         |
| Eros Pisano           | Palermo       | 1         |
| Daniele Rugani        | Empoli        | 1         |
| Stefan Savić          | Fiorentina    | 1         |
| Luigi Sepe            | Empoli        | 1         |
| Panagiotis Tachtsidis | Hellas Verona | 1         |
| Ciprian Tătărușanu    | Fiorentina    | 1         |
| Cyril Théréau         | Udinese       | 1         |
| Massimo Volta         | Cesena        | 1         |
| Cristián Zapata       | Milan         | 1         |

| Jugador                                  | Equipo        | Asistencias | Partidos |
| ---------------------------------------- | ------------- | ----------- | -------- |
| Franco Vázquez                           | Palermo       | 12          | 37       |
| Domenico Berardi                         | Sassuolo      | 10          | 32       |
| Paulo Dybala                             | Palermo       | 10          | 34       |
| Miralem Pjanić                           | Roma          | 10          | 34       |
| Marek Hamšík                             | Napoli        | 10          | 35       |
| Emil Hallfreðsson                        | Hellas Verona | 9           | 28       |
| Matías Fernández                         | Fiorentina    | 9           | 29       |
| Antonio Candreva                         | Lazio         | 9           | 34       |
|                                          |               |             |          |
| Última actualización: 31 de mayo de 2015 |               |             |          |

## Fichajes

### Fichajes más caros del mercado verano

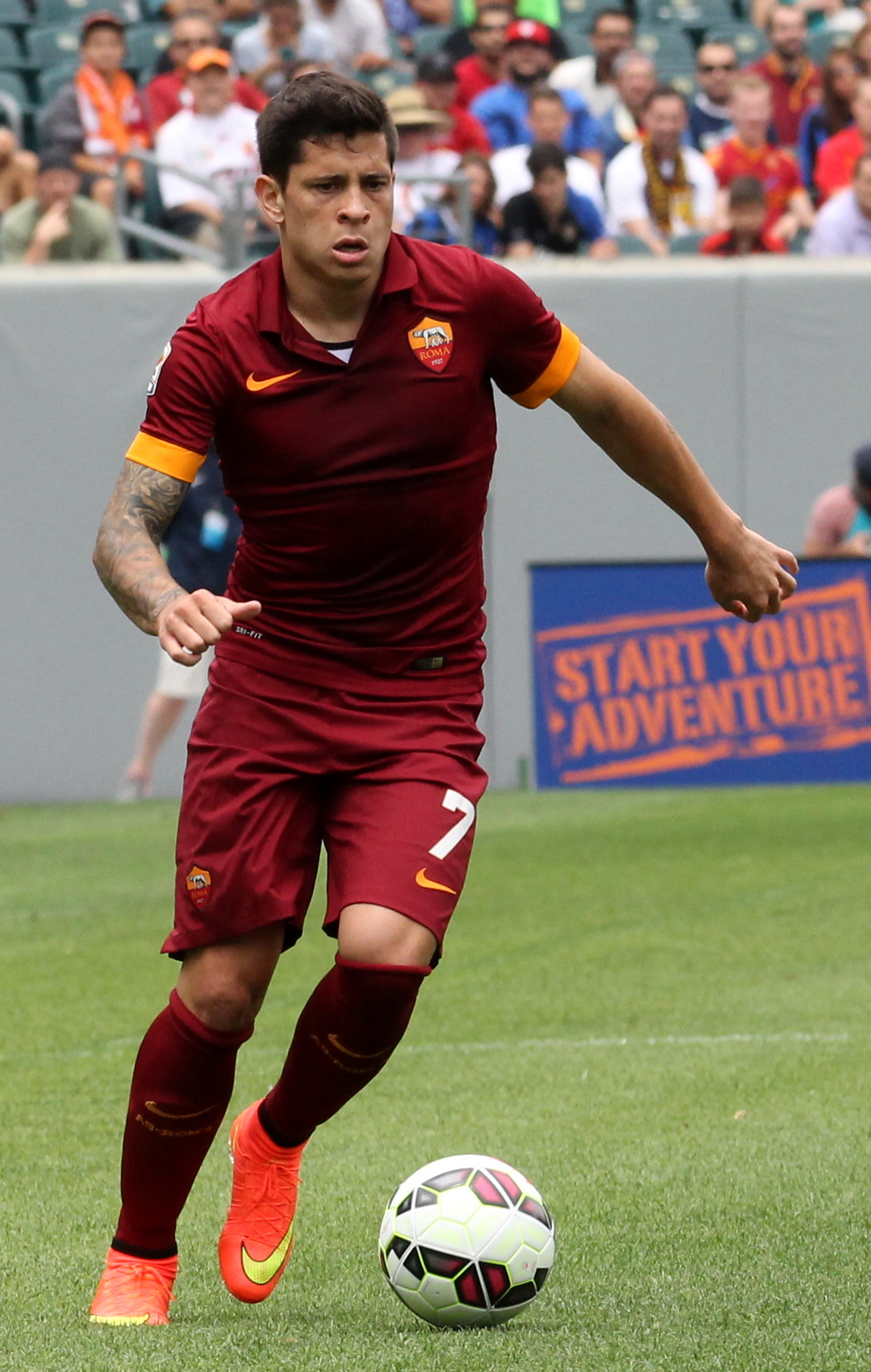
Juan Manuel Iturbe es el fichaje más caro de la temporada al llegar por 22 millones de euros a la Roma.

| Pos. | Jugador             | Club de destino | Club de origen      | Precio (€) | Ref.   |
| ---- | ------------------- | --------------- | ------------------- | ---------- | ------ |
| 1.º  | Juan Iturbe         | Roma            | Hellas Verona       | 22.000.000 | [ 42 ] |
| 2.º  | Álvaro Morata       | Juventus        | Real Madrid         | 20.000.000 | [ 43 ] |
| 3.º  | Kostas Manolas      | Roma            | Olympiacos          | 13.000.000 | [ 44 ] |
| 4.º  | Gary Medel          | Inter           | Cardiff City        | 10.000.000 | [ 45 ] |
| 5.º  | Radja Nainggolan    | Roma            | Cagliari            | 9.000.000  | [ 46 ] |
| 6.º  | Stefan de Vrij      | Lazio           | Feyenoord Rotterdam | 8.500.000  | [ 47 ] |
| 7.º  | Kalidou Koulibaly   | Napoli          | Genk                | 8.000.000  | [ 48 ] |
| 8.º  | Jonathan de Guzmán  | Napoli          | Villarreal          | 7.500.000  | [ 49 ] |
| 9.º  | Giacomo Bonaventura | Milan           | Atalanta            | 7.000.000  | [ 50 ] |
| 10.º | Marco Parolo        | Lazio           | Parma               | 5.500.000  | [ 51 ] |

## Datos y más estadísticas

### Récords de goles
- Primer gol de la temporada: Anotado por Cristiano Biraghi, en propia meta por la Juventus ante el Chievo Verona (30 de agosto de 2014).[52]
- Último gol de la temporada: Anotado por Andrea Belotti por el Palermo ante la AS Roma (31 de mayo de 2015).
- Mayor cantidad de goles en un partido: 9 goles
  - Parma 4 – 5 Milan (Fecha 2)
- Mayor margen de victoria: Diferencia de 7 goles
  - Inter 7 – 0 Sassuolo (Fecha 2)
  - Juventus 7 – 0 Parma (Fecha 11)
- Mayor cantidad de goles de local: 7 goles
  - Inter 7 – 0 Sassuolo (Fecha 2)
  - Juventus 7 – 0 Parma (Fecha 11)
- Mayor cantidad de goles de visita: 5 goles
  - Parma 4 – 5 Milan (Fecha 2)
- Gol más rápido: Convertido a los 23 segundos por Antonio Di Natale en el Udinese 2 – 4 Genoa (2 de noviembre de 2014).[53]
- Gol más tardío Convertido en el minuto 94 con 21 segundos por Jonathan de Guzmán en el Genoa 1 – 2 Napoli (31 de agosto de 2014).[54][55]

#### Tripletas o pókers
Aquí se encuentra la lista de tripletas o hat-tricks y póker de goles (en general, tres o más goles anotados por un jugador en un mismo encuentro) convertidos en la temporada.
| Fecha      | Jugador            | Goles                 | Local          | Resultado | Visitante     | Jornada    |
| ---------- | ------------------ | --------------------- | -------------- | --------- | ------------- | ---------- |
| 14/9/2014  | Mauro Icardi       | 3' · 30' · 53'        | Internazionale | 7 – 0     | Sassuolo      | Jornada 2  |
| 28/9/2014  | Albin Ekdal        | 29' · 34' · 44'       | Internazionale | 1 – 4     | Cagliari      | Jornada 5  |
| 29/9/2014  | Filip Đorđević     | 45' · 75' · 83'       | Palermo        | 0 – 4     | Lazio         | Jornada 5  |
| 26/10/2014 | Gonzalo Higuaín    | 68' · 84' · 90+1' (P) | Napoli         | 6 – 2     | Hellas Verona | Jornada 8  |
| 1/2/2015   | Fabio Quagliarella | 16' · 29' (P) · 65'   | Torino         | 5 – 1     | Sampdoria     | Jornada 21 |
| 17/5/2015  | Domenico Berardi   | 13' · 31' · 77'       | Sassuolo       | 3 – 2     | Milan         | Jornada 36 |